# Sevilla Atlético
Sevilla Atlético is een Spaanse voetbalclub en het tweede team van Sevilla FC. Thuisstadion is het Ciudad Deportiva in Sevilla. Het team speelt in 2025 in de Primera Federación.

## Historie
Sevilla Atlético is het tweede team van Sevilla FC, dat uitkomt in de Primera División. De club heeft sinds het seizoen 2006/07 weer deze naam gekregen, daarvoor speelde het enkele jaren onder de naam Sevilla FC B.
Sevilla Atlético speelt al sinds 1960 professioneel voetbal. Allereerst in de Tercera División, hier komt het twee seizoenen uit waarin het twee kampioenschappen behaalde. De club promoveert naar de Segunda División A (er was in die jaren nog geen Segunda División B), maar het degradeert alweer na een jaar. In 1977 komt het voor het eerst uit in de Segunda División B gedurende drie seizoenen. Na verschillende kampioenschappen maar uitgebleven promotie in de Tercera División, keert de ploeg terug in de Segunda División B in 1987. Daar speelde het, op twee seizoenen na, tot 2007. De club presteert wisselvallig, maar de laatste jaren lijkt het de ontwikkeling te volgen van Sevilla FC met classificaties voor de play-offs. Daar miste het in het seizoen 2005/2006 op een haar na promotie naar de Segunda División A. Een jaar later wist Sevilla Atlético wel promotie naar de Segunda A te bewerkstelligen door in de finale van de play-offs Burgos CF te verslaan. In 2009 degradeerde het team naar de Segunda División B. In 2016 keerde de ploeg weer terug op het tweede niveau, maar opnieuw was het verblijf in de Spaanse tweede divisie van korte duur want in 2018 zakte de club weer terug naar de Segunda División B.  Tijdens het overgangsjaar 2020-2021 van de Segunda División B zou de ploeg een plaatsje kunnen afdwingen in de nieuw opgerichte Primera División RFEF.  Tijdens het seizoen 2021-2022 kon met een zeventiende plaats in de eindrangschikking het behoud niet afgedwongen worden.  Zo speelt de ploeg vanaf seizoen 2022-2023 op het vierde niveau van het Spaans voetbal, de Segunda División RFEF.

## Erelijst
- Segunda División B

2004/05 en 2006/07
- Tercera División

1960/61, 1961/62, 1980/81, 1982/83, 1983/84, 1985/86, 1986/87, 1991/92 en 2000/01

## Eindklasseringen
- 1959 4e
Tercera División
- 1960 2e
Tercera División
- 1961 1e
Tercera División
- 1962 1e
Tercera División
- 1963 15e
Segunda División
- 1964 7e
Tercera División
- 1965 5e
Tercera División
- 1966 2e
Tercera División
- 1967 3e
Tercera División
- 1968 2e
Tercera División
- 1969 5e
Tercera División
- 1970 5e
Tercera División
- 1971 5e
Tercera División
- 1972 12e
Tercera División
- 1973 20e
Tercera División
- 1974 3e
1e regionaal
- 1975 2e
1e regionaal
- 1976 2e
1e regionaal
- 1977 10e
Tercera División
- 1978 13e
Segunda División B
- 1979 6e
Segunda División B
- 1980 18e
Segunda División B
- 1981 1e
Tercera División
- 1982 3e
Tercera División
- 1983 1e
Tercera División
- 1984 1e
Tercera División
- 1985 3e
Tercera División
- 1986 1e
Tercera División
- 1987 1e
Tercera División
- 1988 12e
Segunda División B
- 1989 2e
Segunda División B
- 1990 3e
Segunda División B
- 1991 18e
Segunda División B
- 1992 1e
Tercera División
- 1993 7e
Segunda División B
- 1994 14e
Segunda División B
- 1995 7e
Segunda División B
- 1996 7e
Segunda División B
- 1997 9e
Segunda División B
- 1998 11e
Segunda División B
- 1999 2e
Segunda División B
- 2000 19e
Segunda División B
- 2001 1e
Tercera División
- 2002 11e
Segunda División B
- 2003 10e
Segunda División B
- 2004 3e
Segunda División B
- 2005 1e
Segunda División B
- 2006 3e
Segunda División B
- 2007 1e
Segunda División B
- 2008 9e
Segunda División
- 2009 22e
Segunda División
- 2010 15e
Segunda División B
- 2011 2e
Segunda División B
- 2012 10e
Segunda División B
- 2013 14e
Segunda División B
- 2014 14e
Segunda División B
- 2015 14e
Segunda División B
- 2016 3e
Segunda División B
- 2017 13e
Segunda División
- 2018 22e
Segunda División
- 2019 10e
Segunda División B
- 2020 9e
Segunda División B
- 2021 4e
Segunda División B
- 2022 17e
Primera Federación
- 2023 10e
Segunda Federación
- 2024 1e
Segunda Federación
- 2025 8e
Primera Federación

- Segunda División
- Primera Federación
- Segunda División B
- Segunda Federación
- Tercera Federación
- 1e regionaal

## Bekende spelers
- Mark van den Boogaart
- Diego Capel
- José Ángel Crespo
- Sergio Ramos
- José Antonio Reyes
- Carlos Coto